# Montes Pyrenaeus

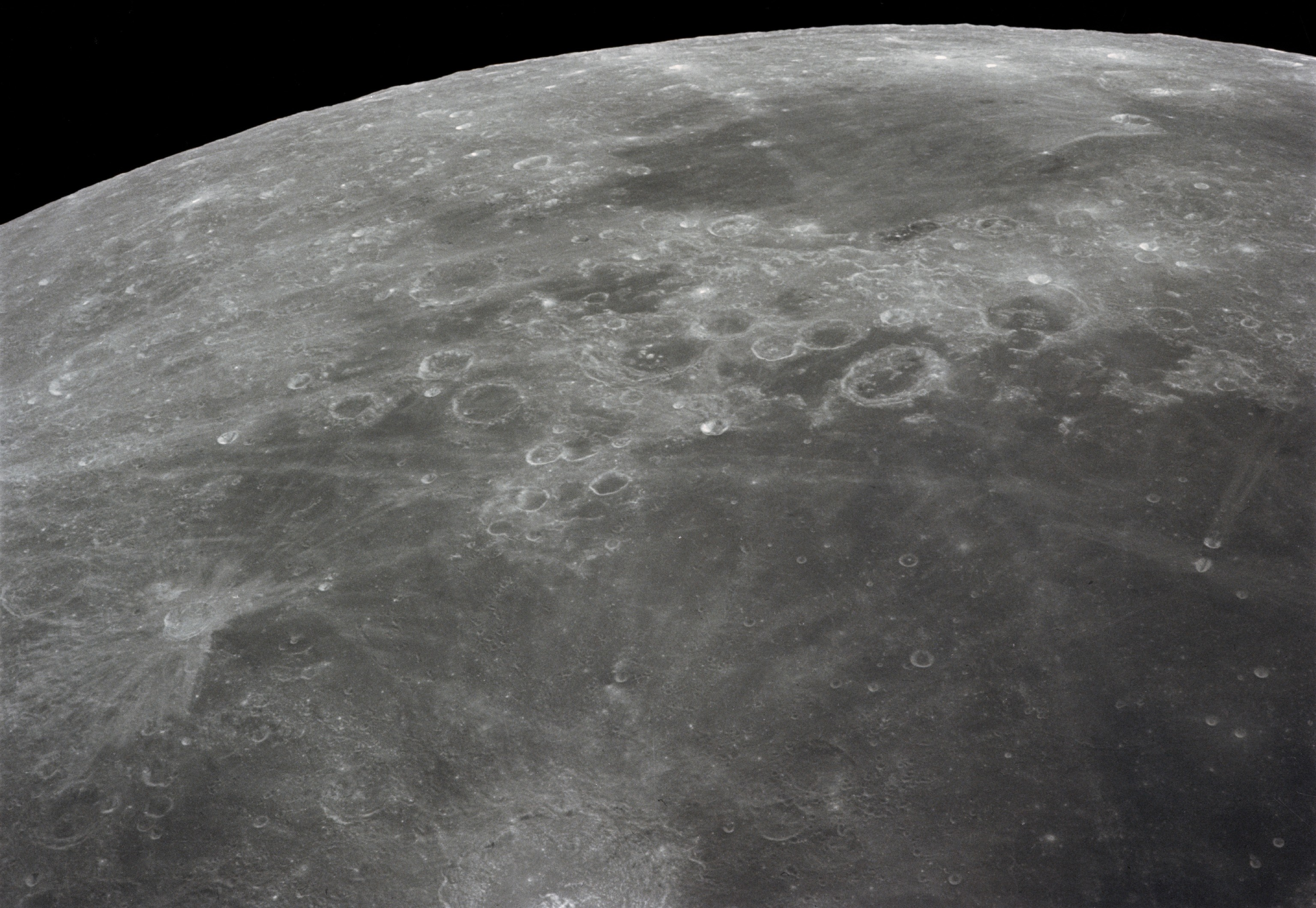
Mare Fecunditatis au premier plan, et Mare Nectaris à l'arrière plan. Les Montes Pyrenaeus se situent entre les deux mers, en partant du cratère Gutenberg (grand cratère le plus à droite sur la photo)

Montes Pyrenaeus (du latin signifiant Montagnes Pyrénées) désigne une chaîne de montagnes sur la Lune, nommée d'après la chaîne de montagnes terrestre des Pyrénées séparant la France de l'Espagne. À son extrémité nord se trouve le bord sud-ouest du cratère Gutenberg (−8,6, 41,2, diamètre = 74 km), puis la chaîne se prolonge au sud encadrant le bord oriental de la Mare Nectaris.
En coordonnées sélénographiques, la chaîne se situe à 15.6° sud de latitude et à 41.2° est de longitude, pour un diamètre de 164 km,. Les montagnes qui la composent peuvent atteindre 3 000 mètres d'altitude.
Johannes Mädler, au XIXe siècle, nomma ces montagnes du nom latin des montagnes Pyrénées,. En effet, il fut pris l'habitude de nommer les montagnes de la Lune du nom des montagnes terrestres, ainsi on a les Montes Alpes en l'honneur des Alpes, les Montes Carpatus pour les Carpates, les Montes Caucasus en l'honneur des montagnes du Caucase, les Montes Jura pour celles du Jura, les Montes Taurus pour les Monts Taurus, etc. Le nom fut officiellement adopté par l'Union astronomique internationale (UAI) en 1961,.